# Lilou Zepchi
Lilou Zepchi-Ducrot (Albertville, 10 ottobre 2006) è una saltatrice con gli sci francese.

## Biografia
Originaria di Bozel e attiva dal luglio del 2018, la Zepchi ha esordito in Coppa del Mondo il 28 dicembre 2022 a Villaco (38ª) e ai Campionati mondiali a Planica 2023, dove si è classificata 7ª nella gara a squadre; non ha preso parte a rassegne olimpiche.